# Ciulnița
Ciulnița község és falu Ialomița megyében, Munténiában, Romániában. A hozzá tartozó település: Ion Ghica, Ivănești és Poiana.

## Fekvése
A megye déli részén található, a megyeszékhelytől, Sloboziatól, hét kilométerre délre, a Ialomița folyó jobb partján.

## Története
A 19. század közepén a mai község területén három község osztozott, mindegyik Ialomița megye Ialomița-Balta járásához tartozott.
- Ciulnița község Ciulnița illetve Livedea falvakból állt, összesen 1379 lakossal. A község területén ekkor egy templom és egy iskola működött.
- Larga község Larga és Ivănești falvakból állt, összesen 988 lakossal. A község területén ekkor két templom és két iskola működött.
- Poiana község Poiana és Ghimpați falvakból állt, összesen 1722 lakossal. Ezen község területén pedig ekkor három templom és két iskola működött.

1925-ös évkönyv szerint Ciulnița községe Slobozia járás része volt, 1512 lakossal. Poiana község ugyanahhoz a járáshoz tartozott, lakossága pedig 1580 fő volt. Largu község felvette a Ion Ghica nevet és Ion Ghica illetve Ivănești falvakból állt, összesen 1252 lakossal.
1950-ben mindhárom község a Ialomițai régió Urziceni rajonjának volt a része, majd 1952-ben a Bukaresti régióhoz csatolták őket. 1968-ban Ciulnița község ismét Ialomița megye része lett, Ion Ghica és Poiana községek megszűntek, falvaikat pedig Ciulnița közigazgatási irányítása alá helyezték. Ugyancsak ekkor Ghimpați falu elveszítette önálló települési státuszát, miután egyesítették Poiana faluval.

## Lakossága
| Nemzetiségek | 2002 | 2002   |
| ------------ | ---- | ------ |
| Románok      | 2551 | 99,80% |
| Romák        | 4    | 0,15%  |
| Magyarok     | 1    | 0,03%  |
| Összesen     | 2400 | 100,0% |